# Brandon Flowers
Brandon Richard Flowers (Henderson, Nevada, 21 de junio de 1981) es un cantante, multinstrumentista y compositor estadounidense. Es conocido internacionalmente por ser el vocalista, tecladista y ocasional bajista de la banda de rock The Killers; con quienes ha lanzado siete álbumes de estudio: Hot Fuss (2004), Sam's Town (2006), Day & Age (2008) Battle Born (2012), Wonderful Wonderful (2017), Imploding the Mirage y Pressure Machine (2021). Los cinco primeros álbumes han ocupado el puesto número uno en el Reino Unido y en Irlanda; además se estima que han vendido 22 millones de álbumes en todo el mundo, su última canción lanzada fue "Bright lights" (Agosto de 2024) y su canción con el mayor número de ventas fue Mr. Brightside.
En 2010 a la par de su trabajo con The Killers, lanza su primer álbum como solista denominado Flamingo (2010), del cual se desprendieron los sencillos «Crossfire», «Only the Young» y «Jilted Lovers & Broken Hearts». El álbum tuvo un éxito moderado en países como Estados Unidos, donde fue top 8; o en Reino Unido, donde fue top 1. Posteriormente en 2015 lanza su segundo álbum de estudio: The Desired Effect, con los sencillos «Can't Deny My Love», «Still Want You», «Lonely Town», y «I Can Change»; el álbum debutó en el primer lugar de la lista UK Albums Chart del Reino Unido, tal como su antecesor Flamingo.
Ha encabezado la lista UK Albums Chart seis veces, incluyendo el trabajo de The Killers y también recibió Q Idol Award.

## Biografía
Nacido el 21 de junio de 1981 en Henderson (Nevada), en una familia mormona, Flowers es el menor de seis hermanos. Tiene un hermano, Shane, y cuatro hermanas, April, Shelly, Amy y Stephanie. La familia Flowers vivió en Henderson, hasta que Brandon tuvo ocho años. Luego, se mudaron a Payson, dos años antes de trasladarse a Nephi (Utah), cuando cursaba sexto grado. Brandon vivió en Nephi hasta su tercer año de escuela secundaria en Juab High School. Se mudó a Las Vegas para vivir con su tía y se graduó de Chaparral High School en 1999. 
La persona que influenció a Flowers en su descubrimiento musical fue su hermano Shane, doce años mayor que él, con quien pudo conocer a varias bandas que serían la base para su posterior carrera musical como The Smiths, Deftones, Nirvana, así como Pink Floyd, The Beatles, Metallica, Alice in Chains, Faith No More, The Cure, James y Oasis.
Su amor por la música lo descubrió cuando de camino a su primer día de clase en la universidad, escuchó en la radio de su automóvil la canción Heroes de David Bowie, desde ese momento decidió dedicarse al mundo de la música.
Con gustos musicales definidos y luego de haber dejado la Universidad, trabajó como portero en el Gold Coast Hotel and Casino de Las Vegas.

### Carrera musical
Flowers se unió al grupo Blush Response, pero fue expulsado en 2001 cuando se negó a mudarse con el resto de ellos a Los Ángeles. The Killers se fundó posteriormente, cuando Flowers respondió a un anuncio del guitarrista Dave Keuning en Las Vegas, el cual buscaba un vocalista para formar una banda. Mark Stoermer se convirtió en el bajista y Ronnie Vannucci en el baterista. 
Una de sus principales influencias como cantante ha sido Bruce Springsteen: 

Yo crecí escuchando synth-pop y a bandas inglesas como New Order y los Smiths, pero un día, conduciendo por Las Vegas, puse una de esas emisoras de radio que se dedican al rock clásico y tocaron Born to Run. Tenía 24 años. En cuánto aparqué el coche, fui a comprarme el disco. Escuchando ese disco, en la cabeza no tenía New Jersey, sino una América que supe reconocer y que en cierta forma había olvidado. Tras pasar mucho tiempo atrapado en la música inglesa, este disco me abrió una puerta: me recordó el lugar en el que vivía y al que pertenezco. La auténtica epifanía es "Thunder Road", adoro su sentimentalismo y creo que entiendo más a mi padre gracias a Bruce Springsteen
Brandon Flowers en una entrevista para la revista Rolling Stone

### Vida personal
Considerado como uno de los 100 artistas más "sexies" del momento según la lista de Los 100 artistas más sexies del canal Vh1 (Brandon Flowers ocupando el puesto 57), el 2 de agosto de 2005 Flowers se casó con Tana Mundkowsky, novia de toda su vida. La boda fue en la isla de O'ahu en Hawái. Tienen tres hijos, Ammon, nacido el 14 de julio de 2007, Gunnar nació el 28 de julio de 2009 y Henry nació el 9 de marzo de 2011. La abuela de Flowers proviene de Lituania. Flowers es miembro de La Iglesia de Jesucristo de los Santos de los Últimos Días. Él y su familia se han presentado en uno de los sitios web de la iglesia en un video promocional.

### Solista
Flowers anunció el 29 de abril de 2010 en el sitio web de The Killers que iniciaría una carrera en solitario, sin abandonar totalmente a su banda. Su álbum debut como solista, Flamingo, fue producido por Stuart Price, Daniel Lanois y Brendan O'Brien. El álbum salió a la venta el 14 de septiembre de 2010, con una edición especial que incluía 4 canciones extras. El primer sencillo fue «Crossfire», mientras que el segundo es «Only The Young». Junto a estos dos singles el disco está compuesto también por «Welcome to Fabulous Las Vegas», «Hard Enough», «Jilted Lovers & Broken Hearts», «Playing with Fire», «Was It Something I Said?», «Magdalena», «On the Floor» y «Swallow It».
A principios del primer trimestre del año 2015 Brandon Flowers anunció su álbum The Desired Effect. El primer sencillo del mismo fue «Can't Deny My Love», seguido de su segundo sencillo «Still Want You». The Desired Effect salió a la venta el 19 de mayo de 2015.

## Discografía
Como solista

### Álbumes
| 2010 | Flamingo Lanzamiento: 3 de septiembre de 2010 Mercury, Island, Universal | : Disco de oro. | 8 | 8 | 5 | 9 | 3 | 3 | 6 | 4 | 1                                                        |  |  |  |  |  |  |  |  |  |
| 2015 | The Desired Effect Lanzamiento: 15 de mayo de 2015 Islan, Virgin EMI     |                 |   |   |   |   |   |   |   |   | Only Die, Florencesse Lanzamiento:2019 Island, Universal |  |  |  |  |  |  |  |  |  |

### Sencillos
| Año  | Título                          | Álbum              | Pos.  | Pos.  | Pos. | Pos. | Pos. | Pos.  | Pos.  | Pos.  | Pos.                    | Pos.  |
| Año  | Título                          | Álbum              | [ 3 ] | [ 4 ] | Alt. | Rock | Adu. | [ 5 ] | [ 6 ] | [ 7 ] | Bandera del Reino Unido | [ 8 ] |
| ---- | ------------------------------- | ------------------ | ----- | ----- | ---- | ---- | ---- | ----- | ----- | ----- | ----------------------- | ----- |
| 2010 | «Crossfire»                     | Flamingo           | 46    | 70    | 6    | 11   | 23   | 4     | 22    | 22    | 8                       | 35    |
| 2010 | «Only the young»                | Flamingo           | —     | —     | —    | —    | —    | —     | —     | 68    | 143                     | —     |
| 2011 | «Jilted lovers & broken hearts» | Flamingo           | —     | —     | —    | —    | —    | —     | —     | —     | —                       | —     |
| 2015 | «Can't Deny My Love»            | The Desired Effect | —     | —     | —    | —    | —    | —     | —     | —     | —                       | —     |
| 2015 | «Still Want You»                | The Desired Effect | —     | —     | —    | —    | —    | —     | —     | —     | —                       | —     |
| 2015 | «Lonely Town»                   | The Desired Effect | —     | —     | —    | —    | —    | —     | —     | —     | —                       | —     |
| 2015 | «I Can Change»                  | The Desired Effect | —     | —     | —    | —    | —    | —     | —     | —     | —                       | —     |